# Charles Melley
Charles Melley, né le 27 mars 1855 à Lausanne et mort dans la même ville le 26 avril 1935, est un architecte et enseignant vaudois.

## Biographie
Diplômé de l'école d'ingénieurs de Lausanne et de l'École des beaux-arts de Paris, Charles Melley est d'abord associé au bureau de Georges Rouge, à Lausanne, avec lequel il construit entre autres les entrepôts fédéraux de la gare du Flon. Il se met à son compte en 1880 et construit entre autres l'Hôtel Cecil, bientôt transformé en clinique (Hirslanden Clinique Cecil), l'église orthodoxe grecque de Lausanne (avec. R. Amiguet, 1924) et la modernisation du Théâtre de Lausanne (avec Charles Thévenaz). Entre 1900 à 1905, Charles Melley construit l'aile sud du Palais de Rumine ; il donnera, à la demande de la Municipalité de Lausanne, une description technique complète de l'édification du palais et des transformations imposées au plan de Gaspard André dans le Bulletin technique de la Suisse romande de 1906 (10 décembre 1906).
Fortement empreint d'historicisme, très intéressé par l'archéologie, Charles Melley restaure de nombreux monuments, notamment l'église Saint-François de Lausanne. Il est membre du Comité de restauration du château de Chillon et du Vieux-Lausanne. Fondateur et membre de la Société vaudoise des beaux-arts et de la Société vaudoise des ingénieurs et architectes, il enseigne à l'école d'ingénieurs de Lausanne l'histoire de l'architecture, de la composition architecturale entre 1890 et 1905.